# Адуана Старз
«Адуана Старз» — ганский футбольный клуб из Дормаа Ахенкро. Выступает в Премьер-лиге Ганы.
Клуб основан в 1985 году. Домашние матчи проводит на стадионе Агьемен Баду, вмещающем 5 000 зрителей.
В 2009 году клуб вышел в высший дивизион первенства страны и в дебютном сезоне (2009/10) — первый случай в истории национального чемпионата — завоевал золотые медали, при этом команда забила меньше всех мячей в чемпионате — всего 19 в 30 играх. Дебют клуба на международной арене закончился неудачей в первом же туре (предварительном раунде) Лиги чемпионов КАФ 2011, где «Адуана Старз» проиграл по сумме двух матчей марокканскому «Видаду» (0:3, 1:0). В двух последующих национальных первенствах клуб занял соответственно 5-е и 6-е места. В сезоне 2017 команда во второй раз стала чемпионом Ганы. В Лиге чемпионов КАФ 2018, преодолев квалификационный раунд (победа над ливийским «Аль-Тахадди» — 0:1, 2:0), в первом раунде за выход в групповой турнир она проиграла алжирскому клубу «ЕС Сетиф» (1:0, 0:4).

## Достижения
- Чемпион Ганы (2): 2009/10, 2017
- Обладатель Суперкубка Ганы (1): 2018